# G3507/3512次列车
G3507/3512次列车是中国铁路运行于首都北京市北京朝阳站至黑龙江省鸡西市鸡西西站的高速动车组列车，自2023年7月1日起开行，列车客运乘务由哈尔滨局集团牡丹江客运段担当，列车全程运行1676公里，途经北京市、河北省、辽宁省、吉林省、黑龙江省四省一市。其中北京朝阳站至鸡西西站运行8小时45分，使用车次为G3507次；鸡西西站至北京朝阳站运行9小时7分，使用车次为G3512次。

## 历史
2023年7月1日，配合京哈高铁第二次运行图重排，新增北京朝阳~鸡西西G937/940次列车。
2025年7月1日，配合京哈高铁京沈段提质达标至350km/h运行而重新安排全线运行图，本对列车车次调整为G3507/3512次。

## 使用列车
G3507/3512次列车现使用配属哈尔滨局集团哈尔滨西动车运用所的CRH380BG，重联运行。